# ザック・パディラ
ザック・パディラ（Zack Padilla、1963年3月15日 - ）は、アメリカ合衆国の男性プロボクサー。カリフォルニア州グレンドーラ出身。元WBO世界スーパーライト級王者。

## 来歴
1985年5月16日、パディラはプロデビューを果たし2回KO勝ちを収め白星でデビューを飾った。
1986年2月7日、エディー・ゴンサレスと対戦し初回2分26秒TKO勝ちを収めた。
1991年6月27日、5年4ヶ月ぶりに復帰。ジョニー・ゴンザレスと対戦し4回判定勝ちを収めた。
1991年11月15日、後のWBA世界ウェルター級王者ジェームス・ペイジと対戦し6回判定勝ちを収める。
1992年12月9日、ミゲル・ゴンサレスと対戦し10回判定勝ちを収めた。
1993年4月24日、元世界2階級制覇王者ロジャー・メイウェザーと対戦し10回2-1(97-93、97-94、95-96)の判定勝ちを収めた。
1993年6月7日、トーマス&マック・センターでWBO世界スーパーライト級王者カルロス・ゴンザレスと対戦し12回3-0(117-111、115-114、117-112)の判定勝ちを収め王座獲得に成功した。
1993年11月19日、エフレン・カラマーティと対戦し8回TKO勝ちを収め初防衛に成功した。
1993年12月16日、レイ・オリベイラとフォックスウッズ・リゾート・カジノで対戦し12回3-0(118-110、117-112、116-113)の判定勝ちを収め2度目の防衛に成功した。
1994年4月18日、ハロルド・ミラーと対戦し7回TKO勝ちを収め3度目の防衛に成功した。
1994年7月24日、元WBC世界フェザー級王者ファン・ラポルテと対戦し10回終了時ラポルテが棄権した為4度目の防衛に成功した。この試合を最後に王座在位のまま現役を引退した。

## 近親者
MLBのテキサス・レンジャーズで5年連続200本安打などを達成した2000年代を代表する安打製造機として知られるマイケル・ヤングはいとこ。
プロボクサーでマイナー団体IBCスーパーバンタム級チャンピオンでもあったジョニー・チャベスは親戚。

## 獲得タイトル
- 第5代WBO世界スーパーライト級王座（防衛4=返上）